# Francisco de Zurbarán
Francisco de Zurbarán (Fuente de Cantos, Badajoz, 7 november 1598 - Madrid, 27. avgust 1664) je bil slikar španske zlate dobe.
Zurbarán, sodobnik in prijatelj Velázqueza, se je odlikoval v religioznem slikarstvu, v katerem njegova umetnost razkriva veliko vizualno moč in globoko mističnost . Bil je reprezentativni umetnik protireformacije . Pod vplivom Caravaggia v njegovih zgodnjih dneh se je njegov slog razvil, da bi se približal italijanskim manierističnim mojstrom. Njegove upodobitve so daleč od Velázquezovega realizma, za njegove skladbe pa je značilno svetlobelo z modeliranjem bolj kislih tonov.